# Monts du Prince-Charles
Les monts du Prince-Charles sont un important groupe de montagnes situé dans la terre de Mac. Robertson en Antarctique. Ils comprennent le chaînon Athos (en), le chaînon Porthos (en) et le chaînon Aramis (en). Leur plus haut sommet est le mont Menzies (en), culminant à 3 228 m. Les autres sommets les plus importants sont le mont Isabelle et le mont Stinear (1 950 m). Ces montagnes, ainsi que d'autres sommets isolés, forment un arc d'environ 420 km de long, s'étendant des environs du mont Starlight au nord jusqu'aux nunataks de Goodspeed (de) au sud,.
Ces montagnes ont été observées et photographiées pour la première fois par des aviateurs de l'US Navy lors de l'opération Highjump en 1946-1947. Elles ont été étudiées par plusieurs équipes de l'Australian National Antarctic Research Expeditions et cartographiées entre 1954 et 1961. On y a découvert d'importants gisements de minerai de fer. Elles ont été nommées par l'Antarctic Names Committee of Australia en 1956 en l'honneur du prince Charles, futur roi Charles III.